# Снежница

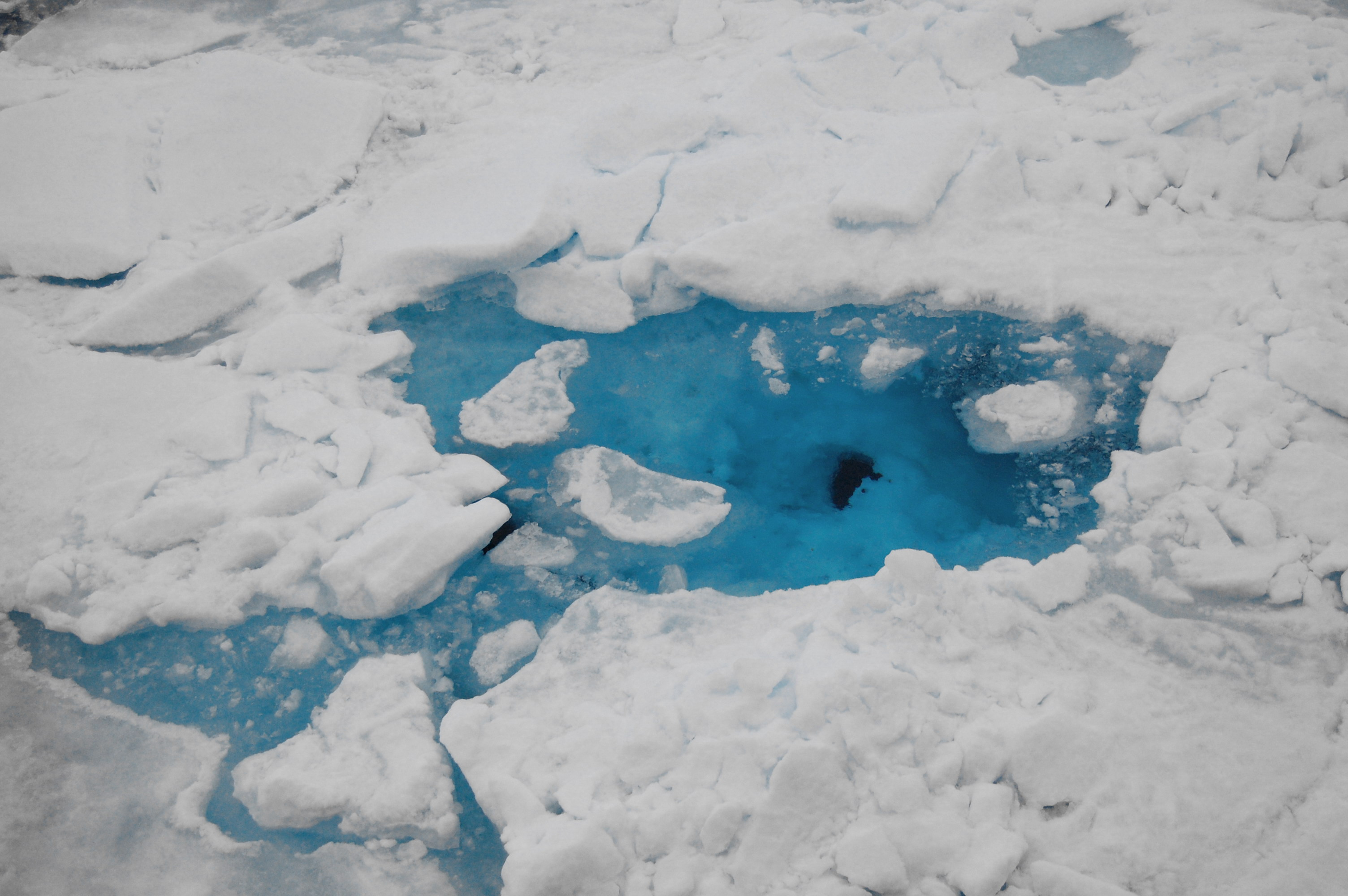
Снежница в Арктике

Сне́жница — скопление талой воды или (в начальной стадии образования) пропитанного водой снега на поверхности льда, покрытого снегом. Может находиться под тонким слоем вторичного льда (наслуд).

## Образование
Снежница начинает образовываться при таянии снега, находящегося на льду, — снег превращается в кашицу, пропитанную водой. Затем мокрый снег полностью растаивает и в виде лужицы остаётся на поверхности льда. При понижении температуры на поверхности снежницы образуется молодой лёд. Если же температура, наоборот, повышается, то начинается и таяние самого льда под снежницей.

## Средние широты
В средних широтах с континентальным климатом снежницы образуются в основном весной, когда начинается активное снеготаяние. Снежницы умеренных широт недолговечны — быстрое повышение температур приводит к подтаиванию нижних слоёв снега или льда и прорыву снежниц.

## Арктика
Снежницы могут образовываться и в Арктике. При таянии снежного покрова на поверхности ледяного поля образуются снежницы-водоёмы. Такие снежницы представляют собой обычно небольшие лужицы, но иногда размеры арктических снежниц доходят до сотен квадратных метров — возникают огромные озёра пресной воды. Глубина таких снежниц от 0,3 м до 1,5 м. В летний сезон вода в снежнице растапливает нижние слои льда и, таким образом, сообщается с океаном. Дренирование поверхностных снежниц может привести к формированию подлёдных снежниц и слоя тонкого льда на границе талой и морской воды, так называемого ложного дна. Иногда таяние снегов и образование снежниц может быть слишком интенсивным и приводить к подтоплению арктических станций. Примером такого подтопления может служить подтопление дрейфующей станции «Северный полюс-3» в летний сезон.
Снежницы, образующиеся в Арктике, содержат прозрачную чистую воду. Содержание солей в этой воде не велико — порядка 0–3 мг/л. Воду из снежниц можно пить без кипячения и химической обработки. В прошлом исследователи Арктики избегали использования талой воды для питья, считая её причиной возникавшей цинги. Солёность снежниц во время научной экспедиции MOSAiC в июле 2020 года составляла 0.6–1.9 г/кг, в то время как максимальная площадь снежниц была 21%, а их глубина была 0,22 м. Солёность подлёдной талой воды, образовавшейся после дренирования снежниц, составляла 4–12 г/кг из-за вымывания рассола талой водой изо льда, а также ограниченного смешивания талой воды с морской из-за наличия ложного дна.